# Йотун, Анне
А́нне Йо́тун (норв. Anne Jøtun, в замужестве А́нне Йо́тун Ба́кке, норв. Anne Jøtun Bakke; род. 20 мая 1955, Jar, Берум) — норвежская кёрлингистка.

## Достижения
- Зимние Олимпийские игры (показательный вид спорта): серебро (1992), бронза (1988).
- Чемпионат мира по кёрлингу среди женщин: золото (1990, 1991), бронза (1981).
- Чемпионат Европы по кёрлингу: золото (1990).
- Чемпионат Норвегии по кёрлингу среди женщин: золото (1981, 1986, 1987, 1988, 1990, 1991, 1992)[5][6].

## Команды
| Сезон   | Четвёртый        | Третий           | Второй           | Первый           | Запасной              | Турниры           |
| ------- | ---------------- | ---------------- | ---------------- | ---------------- | --------------------- | ----------------- |
| 1980—81 | Анне Йотун Бакке | Бенте Хуль       | Элизабет Скоген  | Хильде Йотун     |                       | ЧМ 1981           |
| 1982—83 | Трина Трульсен   | Анне Йотун Бакке | Ханне Петтерсен  | Катрина Ханневиг |                       | ЧЕ 1982 (4 место) |
| 1984—85 | Анне Йотун Бакке | Хильде Йотун     | Rikke Ramsfjell  | Билли Шерпен     |                       | ЧЕ 1984 (9 место) |
| 1985—86 | Анне Йотун Бакке | Хильде Йотун     | Трина Трульсен   | Билли Шерпен     |                       | ЧМ 1986 (5 место) |
| 1986—87 | Анне Йотун Бакке | Хильде Йотун     | Ингвилль Гитмарк | Билли Сёрум      |                       | ЧМ 1987 (4 место) |
| 1987—88 | Анне Йотун Бакке | Хильде Йотун     | Ингвилль Гитмарк | Билли Сёрум      |                       | ЧМ 1988 (4 место) |
| 1989—90 | Дорди Нурбю      | Ханне Петтерсен  | Метте Хальворсен | Анне Йотун       |                       | ЧМ 1990           |
| 1990—91 | Дорди Нурбю      | Ханне Петтерсен  | Метте Хальворсен | Анне Йотун       | Марианне Аспелин (ЧМ) | ЧЕ 1990 · ЧМ 1991 |
| 1992    | Дорди Нурбю      | Ханне Петтерсен  | Метте Хальворсен | Анне Йотун       | Марианне Аспелин      | ЗОИ 1992          |

(скипы выделены полужирным шрифтом)

## Частная жизнь
Её младшая сестра Хильде Йотун — тоже кёрлингистка, они в одной команде несколько раз стали чемпионками Норвегии, выступали на чемпионатах мира и Европы.